# Списак комунистичких партија у Србији
Комунизам у колоквијалном идеолошком смислу може да подразумева различите варијације бољшевичког социјализма као што је лењинизам, марксизам-лењинизам, стаљинизам, маоизам, џуче, титоизам, троцкизам итд. које заговарају ауторитарну социјалистичку владавину Комунистичке партије и спровођење диктатуре пролетаријата осим за комунизам који се односи на идеолошке правце као што је луксембургизам, анархокомунизам, религијски комунизам и хришћански комунизам. Комунизам као друштвено уређење никада није постојао, већ су постојали бољшевичко-социјалистички државни режими и данас постоје који по теорији треба да доведу до комунистичког друштва.
У Србији није законом забрањено деловање комунистичких партија и организација, организовање комунистичких манифестација и употреба комунистичких симбола због тоталитарног карактера бољшевичко-социјалистичке идеологије као у одређеним државама света. Тренутно у Србији не постоји ниједна регистрована политичка странка са комунистичким називом, али постоје политички субјекти у шта спадају политичке странке, политичке организације, политички покрети, политичка удружења грађана и политичке групе грађана који себе декларишу као комунистички.

## Списак

### Активни
| Назив                                                                                         |
| --------------------------------------------------------------------------------------------- |
| Партија радикалне левице (ПРЛ)                                                                |
| Нова комунистичка партија Југославије (НКПЈ) - Савез комунистичке омладине Југославије (СКОЈ) |
| Партија рада (ПР)                                                                             |
| Комунисти Србије (КС)                                                                         |
| Народни покрет „Југословени” (Југословени)                                                    |
| Маркс21 (М21)                                                                                 |
| Револуционарни комунистички савез (РКС)                                                       |
| Револуционарна народна партија - фронт (РНП-Ф)                                                |
| Црвена акција / Црвена иницијатива (ЦА / ЦИ)                                                  |
| Југословенски центар Тито (ЈЦТ) - Савез Југословена (СЈ)                                      |
| Мини Југославија (МЈ)                                                                         |
| Савез комуниста Србије (СКС)                                                                  |
| Југоносталгија Баваниште (ЈБ)                                                                 |
| Kомунистичко радничка левица (KОРАЛ)                                                          |
| Комунистичка партија Врбас (KПВС)                                                             |
| Политштурм Србије - Нова ера                                                                  |

### Неактивни
| Назив |
| --- |
| Народни фронт (НФ)                                                                                                   |
| Комунистичка партија Србије (КПС) - Комунистички покрет Србије (КПС)                                                 |
| Комунистичка Алтернатива (КА)                                                                                        |
| Савез комуниста Југославије у Србији (СКЈ у Србији) - Удружење комуниста Југославије у Србији (Удружење КЈ у Србији) |
| Комунистичка интернационала – Југословенска секција (Стаљинистичко-Хоџаистичка) (КИ – ЈС)                            |

## Бивше

### Бивша
| Назив                     | Период постојања |
| ------------------------- | ---------------- |
| Комунистичка партија (КП) | (2010—2022)      |

### Бивше брисане 2010. године[37]
| Назив                                                     |
| --------------------------------------------------------- |
| Југословенски комунисти                                   |
| Комунистичка партија Југославије (КПЈ)                    |
| Комунистичка партија младих                               |
| Савез комуниста Југославије                               |
| Комунистичка партија Југославије                          |
| Савез комуниста Југославије – Комунистичка партија Србије |
| Нова комунистичка партија Србије                          |
| Комунистичка партија Србије – Верољуб Недељковић          |